# العطف (الصومعة)

تعديل مصدري - تعديل

العطف هي إحدى قرى عزلة عقلة بني عامر بمديرية الصومعة التابعة لمحافظة البيضاء، بلغ تعداد سكانها 425 نسمة حسب تعداد اليمن لعام 2004.